# Rangelo Janga
Rangelo Maria Janga (* 16. dubna 1992, Rotterdam) je nizozemský fotbalový útočník a reprezentant Curaçaa, od ledna 2018 hráč klubu KAA Gent. Mimo Nizozemsko působil na klubové úrovni na Kypru a na Slovensku, od roku 2018 je v Belgii.

## Klubová kariéra
- SBV Excelsior (mládež)
- Willem II Tilburg (mládež)
- Willem II Tilburg 2010–2012
- →  SBV Excelsior (hostování) 2012
- SBV Excelsior 2012–2014
- Omonia Aradippou 2014–2015
- FC Dordrecht 2015–2016
- FK AS Trenčín 2016–2017
- KAA Gent 2018–[2]

## Reprezentační kariéra
V březnu 2016 debutoval pod trenérem Patrickem Kluivertem v národním týmu Curaçaa v zápase proti reprezentaci Barbadosu (prohra 0:1).